# 1947 у кіно

## Кінофестивалі
- 12-20 вересня — 2-й міжнародний Каннський кінофестиваль, Канни, Франція.

## Фільми
- Анаїт — фільм вірменського кінорежисера Амо Бек-Назаряна за однойменною казкою Газароса Агаяна
- Антуан і Антуанетта
- Найкращі роки нашого життя
- Темний прохід — американський кінофільм в жанрі «нуар» за участю Гамфрі Богарта й Лорен Беколл
- Подвиг розвідника
- Попелюшка — радянський художній фільм

## Персоналії

### Народилися
- 8 січня:
  - Нейолова Марина Мстиславівна, радянська і російська акторка.
  - Пілюс Антоніна Іванівна, радянська та російська акторка і педагог.
- 9 січня — Віктор Жовтий, український актор.
- 23 січня — Рудченко Юрій Іванович, український актор.
- 24 лютого — Олена Соловей, радянська, російська і американська акторка кіно і театру.
- 27 лютого — Авангард Леонтьєв, радянський і російський актор театру і кіно, народний артист РФ, лауреат Державної премії Росії.
- 2 березня — Богатирьов Юрій Георгійович, радянський актор театру і кіно.
- 6 березня — Мартін Коув, американський актор театру і кіно.
- 17 березня — Ліванов Аристарх Євгенович, радянський і російський актор театру і кіно.
- 24 березня — Жан-Крістоф Буве, французький актор, сценарист та режисер.
- 9 квітня — Мацкевич Іван Іванович, радянський і білоруський актор театру і кіно.
- 13 квітня — Нехаєвська Галина Володимирівна, українська акторка.
- 4 травня — Річард Дженкінс, американський актор кіно і телебачення.
- 14 травня — Анна Вяземські, французька кіноакторка.
- 18 травня — Качан Володимир Андрійович, радянський і російський актор, музикант, письменник.
- 21 травня — Степанов Віктор Федорович, російський і український актор.
- 26 травня:
  - Єфімов Володимир Георгійович, радянський, український і російський художник кіно, художник-постановник.
  - Павловський Олександр Ілліч, радянський, український і російський кінорежисер, сценарист.
- 1 червня — Джонатан Прайс, валлійський актор театру і кіно, режисер.
- 12 червня:
  - Лопушанський Костянтин Сергійович, російський кінорежисер, сценарист.
  - Муравицький Юрій Адольфович, радянський і український актор театру і кіно, театральний режисер і педагог.
  - Шихлінська Лейла Фаррух-кизи, азербайджанська і радянська актриса, балетмейстер-педагог.
- 15 червня — Демерташ Віктор Костянтинович, радянський та український актор.
- 22 червня — Наталія Варлей, артистка цирку, акторка театру і кіно, заслужена артистка РРФСР (1989).
- 30 червня — Довгозвяга Галина Петрівна, українська акторка.
- 4 липня — Лембіт Ульфсак, естонський актор театру і кіно.
- 11 липня — Сергєєва Ірина Миколаївна, радянський і український кінооператор.
- 26 липня — Блогерман Ірина Абрамівна, радянський, український режисер монтажу.
- 30 липня — Арнольд Шварценеггер, американський кіноактор, губернатор Каліфорнії (2003—2011).
- 14 серпня — Вержбицький Богдан Володимирович, радянський, український кінооператор, сценарист та педагог.
- 18 серпня — Хміадашвілі Тамара Гаврилівна, радянський, український редактор Одеської кіностудії.
- 20 серпня — Токарєв Борис Васильович, радянський, російський актор, кінорежисер, продюсер.
- 26 серпня — Арлазоров Ян Майорович, російський естрадний артист, актор театру та кіно, режисер.
- 28 серпня — Бєляєв Юрій Вікторович, радянський і російський актор театру і кіно.
- 7 вересня — Токарєва Лариса Дмитрівна, радянський і український художник кіно.
- 19 вересня — Галкін Борис Сергійович, радянський і російський кіноактор, кінорежисер, сценарист, продюсер, композитор.
- 26 жовтня:
  - Криштофович В'ячеслав Сигизмундович, український кінорежисер, сценарист і театральний педагог.
  - Матешко Ольга Миколаївна, українська радянська акторка.
- 29 жовтня — Річард Дрейфус, американський актор.
- 16 листопада — Ільїн Володимир Адольфович, радянський і російський актор театру і кіно.
- 1 грудня — Недзу Дзінпаті, відомий японський сейю і актор.
- 31 грудня — Тім Метісон, американський актор, режисер та продюсер.

### Померли
- 10 січня — Аугуст Блом, данський кінорежисер німого кіно (нар. 1869).
- 16 квітня — Коновалов Микола Леонідович, російський радянський актор театру і кіно.
- 3 вересня — Ернест Гілліард, американський актор.
- 30 листопада — Ернст Любіч, німецький та американський кінорежисер, актор, сценарист, продюсер.